# مركز الأمن والتكنولوجيا الناشئة
مركز الأمن والتكنولوجيا الناشئة (بالإنجليزية: Center for Security and Emerging Technology، ويعرف اختصارًا: CSET) هو مركز أبحاث مكرس لتحليل السياسات عندما تتقاطع أمور الأمن الوطني والدولي والتقنيات الناشئة، ومقره في كلية الشؤون الخارجية بجامعة جورج تاون. المدير المؤسس للمركز هو المدير السابق لنشاط الذكاء المتطور لمشاريع الأبحاث جايسون جافيريك ماثيني.
تم تأسيس مركز الأمن والتكنولوجيا الناشئة في شهر يناير عام 2019 بمنحة قدرها 55.000.000 دولار من مشروع العمل الخيري المفتوح. وتتمثل مهمتها في دراسة الآثار الأمنية للتكنولوجيات الناشئة، ودعم العمل الأكاديمي في دراسات الأمن والتكنولوجيا، وتقديم تحليل غير متحيز لمجتمع السياسات. خلال العامين الأولين يخطط المركز للتركيز على تقاطع الأمن والذكاء الاصطناعي، لا سيما على التنافسية الوطنية والموهبة وتدفقات المعرفة والعلاقات مع التقنيات الأخرى. اعتبارًا من شهر يونيو 2019 أصبح المركز أكبر مركز في الولايات المتحدة يركز على الذكاء الاصطناعى والسياسة.